# Hilary Mantel
Dame Hilary Mary Mantel [mænˈtɛl]  DBE  (n. 6 iulie 1952, Glossop, Anglia, Regatul Unit – d. 22 septembrie 2022, Exeter, Anglia, Regatul Unit) a fost o scriitoare engleză, critic și jurnalistă. 
În anul 2009, romanul Wolf Hall este câștigătorul premiului Booker Prize, cel mai important premiu literar pentru opere scrise în limba engleză.
Familia ei are rădăcini în Irlanda, dar părinții, Margaret și Henry Thompson, sunt englezi. La vârsta de unsprezece ani împrumută numele bunicului ei, Jack Mantel.
În anul 1974 începe să scrie.
A trăit în 1977 împreună cu soțul ei Gerald McEwen, cu care era căsătorită din 1972, în Botswana, și apoi patru ani în Jeddah.
Editura din Romania este Litera.

## Opere
- Every Day is Mother's Day, 1985
- Vacant Possession, 1986
- Eight Months on Ghazzah Street, 1988
- Fludd, 1989
- A Place of Greater Safety, 1992
- A Change of Climate, 1994
- An Experiment in Love, 1995
- The Giant, O'Brien, 1998
- Giving Up the Ghost (A Memoir), 2003
- Learning to Talk (Short Stories), 2003
- Beyond Black, 2005
- Wolf Hall, 2009
- Bring up the Bodies, 2012
- The Assassination of Margaret Thatcher, stories. Henry Holt and Company, New York City, USA 2014, ISBN 978-1-627792103.

## Cărți traduse în limba română
- O regina pe esafod, Editura Humanitas, 2015, ISBN 978-973-689-874-7
- Wolf Hall, Editura LITERA, 2010, ISBN 978-973-675-767-9

## Legături externe
- de Hilary Mantel în Catalogul Bibliotecii Naționale a Germaniei (Informații despre Hilary Mantel • PICA • Căutare pe site-ul Apper)
- Wolf Hall, Lista oficială a Premiilor Booker
- Man Booker prizewinner Hilary Mantel on Wolf Hall. This year's Man Booker prizewinner, Hilary Mantel, talks to Sarah Crown about her triumphant novel, Wolf Hall, how she came to admire her scheming hero Thomas Cromwell, and why she writes historical fiction. Video (englisch)